# Катавісса (Пенсільванія)
Катавісса (англ. Catawissa) — місто (англ. borough) в США, в окрузі Колумбія штату Пенсільванія. Населення — 1536 осіб (2020).

## Географія
Катавісса розташована за координатами 40°57′11″ пн. ш. 76°27′36″ зх. д. / 40.95306° пн. ш. 76.46000° зх. д. (40.953110, -76.459943).  За даними Бюро перепису населення США в 2010 році місто мало площу 1,39 км², з яких 1,33 км² — суходіл та 0,06 км² — водойми.

## Демографія
Згідно з переписом 2010 року, у селищі мешкали 1552 особи в 702 домогосподарствах у складі 393 родин. Густота населення становила 1115 осіб/км².  Було 777 помешкань (558/км²).
Расовий склад населення:
| - 97,1 % — білих - 0,5 % — чорних або афроамериканців - 0,3 % — вихідців з тихоокеанських островів - 0,2 % — азіатів - 0,1 % — корінних американців |

До двох чи більше рас належало 1,3 %. Частка іспаномовних становила 1,6 % від усіх жителів.
За віковим діапазоном населення розподілялося таким чином: 24,3 % — особи молодші 18 років, 60,5 % — особи у віці 18—64 років, 15,2 % — особи у віці 65 років та старші. Медіана віку мешканця становила 37,0 року. На 100 осіб жіночої статі у селищі припадало 85,2 чоловіків;  на 100 жінок у віці від 18 років та старших — 77,5 чоловіків також старших 18 років.
Середній дохід на одне домашнє господарство  становив 46 951 долар США (медіана — 32 333), а середній дохід на одну сім'ю — 59 262 долари (медіана — 43 750). Медіана доходів становила 40 417 доларів для чоловіків та 34 750 доларів для жінок. За межею бідності перебувало 19,8 % осіб, у тому числі 37,0 % дітей у віці до 18 років та 15,5 % осіб у віці 65 років та старших.
Цивільне працевлаштоване населення становило 633 особи. Основні галузі зайнятості: освіта, охорона здоров'я та соціальна допомога — 29,4 %, роздрібна торгівля — 14,1 %, мистецтво, розваги та відпочинок — 13,0 %, виробництво — 12,6 %.